# Enulius flavitorques
La culebra cola larga del Pacífico (Enulius flavitorques) es una especie de serpiente que pertenece a la familia Dipsadidae.
Es nativa del México neotropical, Guatemala, El Salvador, Honduras, Nicaragua, Costa Rica, Panamá, Colombia y Venezuela.

## Clasificación y descripción
Longitud total de hasta 50 cm. El dorso es gris o café grisáceo y el vientre es crema, este color se extiende lateralmente hasta la segunda o tercera fila de escamas dorsales. Especímenes de E. flavitorques de México se caracterizan por la ausencia de un collar nucal opaco (usualmente presente en especímenes de Centroamérica). El hocico es distintivamente convexo en la subespecie. La región rostral es algo alargada y proyectada. Hay 7 supralabiales, 6-8 usualmente 7 infralabiales, 1 loreal, no preocular, 1 supraocular, 1-2 postocular, 1+2 temporales, 165-216 ventrales y 85-121 subcaudales divididas.

### Taxonomía
Se reconocen las siguientes subespecies:
- Enulius flavitorques flavitorques (Cope, 1868)
- Enulius flavitorques sumichrasti Bocourt, 1883
- Enulius flavitorques unicolor (Fischer, 1881)

## Distribución
Elevaciones bajas y moderadas (arriba de 1,800 m s. n. m.) en la vertiente del Pacífico del noroeste de México hacia el sur hasta Colombia. Tres subespecies son reconocidas, dos de las cuales se encuentran en México. Enulius F. unicolor radica al oeste del Istmo de Tehuantepec de oeste de Jalisco hacia el sur hasta Oaxaca; y de la costa del pacífico hacia los bajos y altos tributarios del río balsas hacia el este hasta el suroeste de Puebla. Enulius f. sumichrasti ocurre al este del Istmo de Tehuantepec a lo largo de las tierras bajas del Pacífico desde el extremo sureste de Oaxaca y Chiapas. Esta subespecie también se encuentra en la vertiente del Atlántico en el río Grijalva en la Depresión Central de Chiapas.

## Hábitat
Esta serpiente nocturna, terrestre y semifosorial habita en sabanas, bosque tropical espinoso, caduco y semicaduco y en bosque de pinar-encinar. Los individuos usualmente se esconden bajo troncos podridos, bajo rocas o en cavidades subterráneas, especialmente en nidos de termitas. La dieta consiste de termitas, hormigas y huevos de reptiles. Las hembras ponen uno o dos huevos.

## Estado de conservación
Se encuentra enlistada en la IUCN como preocupación menor.